# Саранинский Завод
Эта статья о посёлке. О заводе в посёлке Сарана см. Саранинский завод КПМ
Саранинский Завод — посёлок в Красноуфимском округе Свердловской области. Входит в состав территориальной администрации посёлка Сарана.

## География
Населённый пункт расположен на правом берегу реки Уфа в 13 километрах на юго-юго-запад от административного центра округа — города Красноуфимск.

### Часовой пояс
Саранинский Завод как и вся Свердловская область, находится в часовой зоне МСК+2. Смещение применяемого времени относительно UTC составляет +5:00.

## Население
| 2002 | 2010 | 2021 |
| ---- | ---- | ---- |
| 78   | ↘40  | ↘29  |

## Улицы
Посёлок разделен на три улицы (Комсомольская, Мира, Станционная) и один переулок (Казарма 1417 км).